# Emily Cross
Emily Cross (Seattle, 15 ottobre 1986) è una schermitrice statunitense.

## Palmarès
In carriera ha conseguito i seguenti risultati:
- Giochi Olimpici:

Pechino 2008: argento nel fioretto a squadre.
- Campionati Panamericani:

2007: bronzo nel fioretto individuale.